# هیدیا اوکاموتو
هیدیا اوکاموتو (انگلیسی: Hideya Okamoto؛ زادهٔ ۱۸ مهٔ ۱۹۸۷) بازیکن فوتبال اهل ژاپن است.
از باشگاه‌هایی که در آن بازی کرده‌است می‌توان به باشگاه فوتبال کاشیما آنتلرز، باشگاه فوتبال گامبا اوساکا، باشگاه فوتبال آویسپا فوکوئوکا، و باشگاه فوتبال آلبیرکس نیگاتا اشاره کرد.
وی همچنین در تیم ملی فوتبال زیر ۲۰ سال ژاپن بازی کرده‌است.